# Ságovník
Ságovník (Metroxylon) je rod palem, zahrnující celkem 7 druhů. Pocházejí z Tichomoří a Nové Guiney, ságovník pravý je v současnosti vlivem pěstování rozšířen i v jihovýchodní Asii. Ságovníky jsou poměrně malé až vysoké a robustní palmy s rozměrnými zpeřenými listy. Kmen je přímý, částečně zakrytý vytrvalými bázemi listů, s měkkou dření. Květy jsou oboupohlavné a samčí, u většiny druhů v rozměrných květenstvích. Plody jsou kulovité, se šupinatým povrchem.
Ságovník pravý je hospodářsky významná palma poskytující zejména škrobnaté ságo a materiál ke stavbě domů.

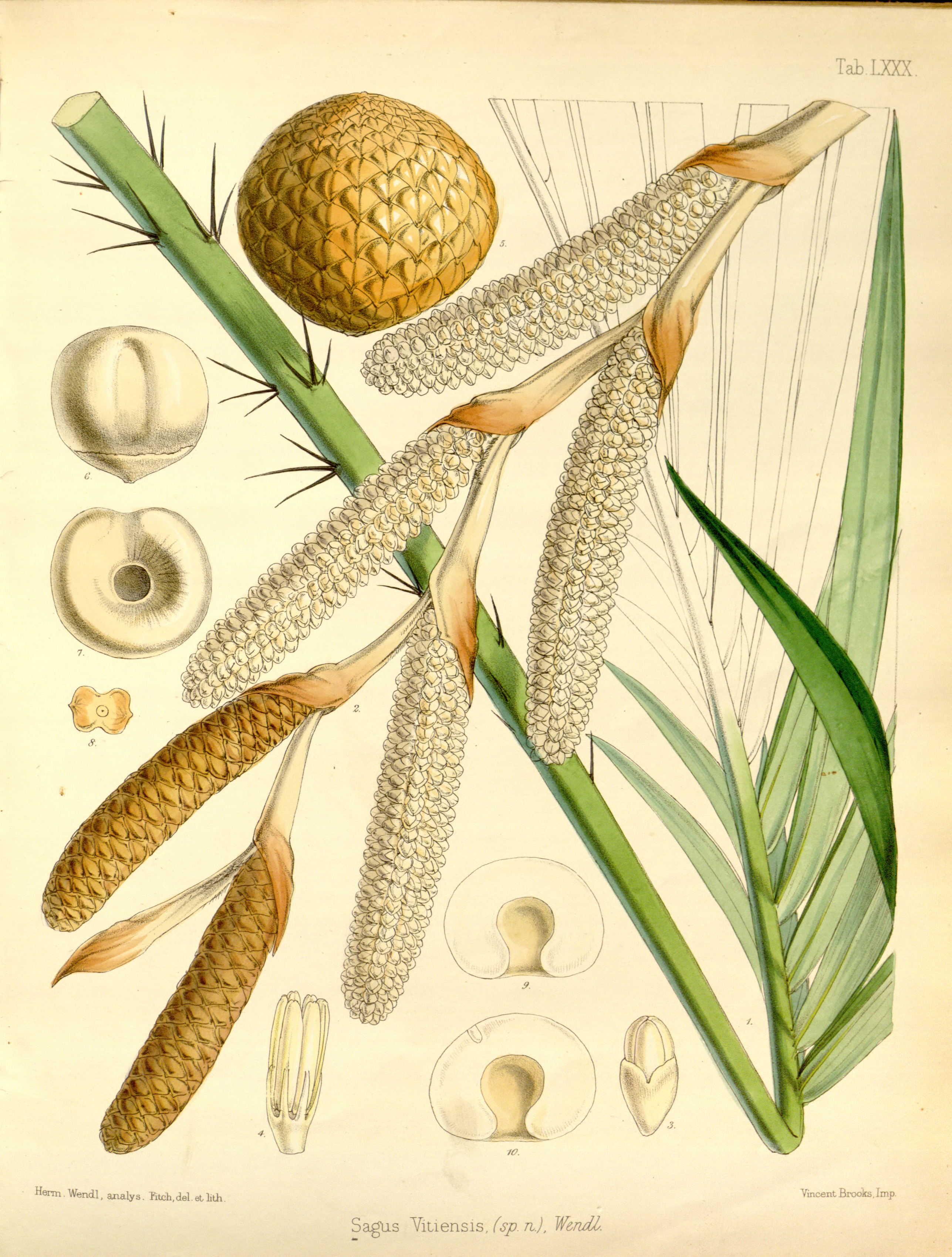
Ilustrace Metroxylon vitiense z konce 19. století

## Popis
Ságovníky jsou nevysoké až robustní palmy s přímými, solitérními nebo svazčitými kmeny. Nejvyšším druhem je Metroxylon amicorum, dorůstající výšky až 33 metrů. Kmen je většinou přinejmenším částečně pokrytý vytrvalými bázemi listů. Na internodiích jsou někdy ostny kořenového původu. Vnější část kmene je tvrdá, dřeň je měkká a bohatá na škrob.
Listy jsou rozměrné, zpeřené, složené z velkého počtu jednoduše přeložených segmentů. Čepele listů mohou dosáhnout téměř osmimetrové délky, řapík až 7 metrů. Řapíky jsou dobře vyvinuté, ostnité nebo bez ostnů podobně jako listové pochvy. Ostny mohou dosahovat délky až 46 cm.
Květenství jsou krátce stopkatá a větvená do 2. řádu. Většina druhů vykvétá za život pouze jednou a po dozrání plodů celý kmen odumírá. Tyto druhy mají velká květenství, převyšující listovou korunu. Druh Metroxylon amicorum kvete opakovaně a jeho květenství jsou kratší než listy. Květy jsou samčí a oboupohlavné, s trojčetným kalichem a korunou. Tyčinek je 6. V samčích květech jsou volné a přirostlé k bázi koruny, v oboupohlavných květech mají nitky srostlé v trubičku obklopující semeník. Gyneceum je oblé, srostlé ze 3 plodolistů a obsahuje 3 vajíčka. Na povrchu je pokryté drobnými šupinami.
Plody jsou kulovité, 1,5 až 8 cm velké, jednosemenné, na vrcholu se zbytky vytrvalé čnělky. Na povrchu jsou pokryté slámově žlutými až kaštanově hnědými střechovitými šupinami. Mezokarp je korkovitý až houbovitý a dosti tlustý, endokarp není diferencovaný. Semena jsou kulovitá, obalená sarkotestou.

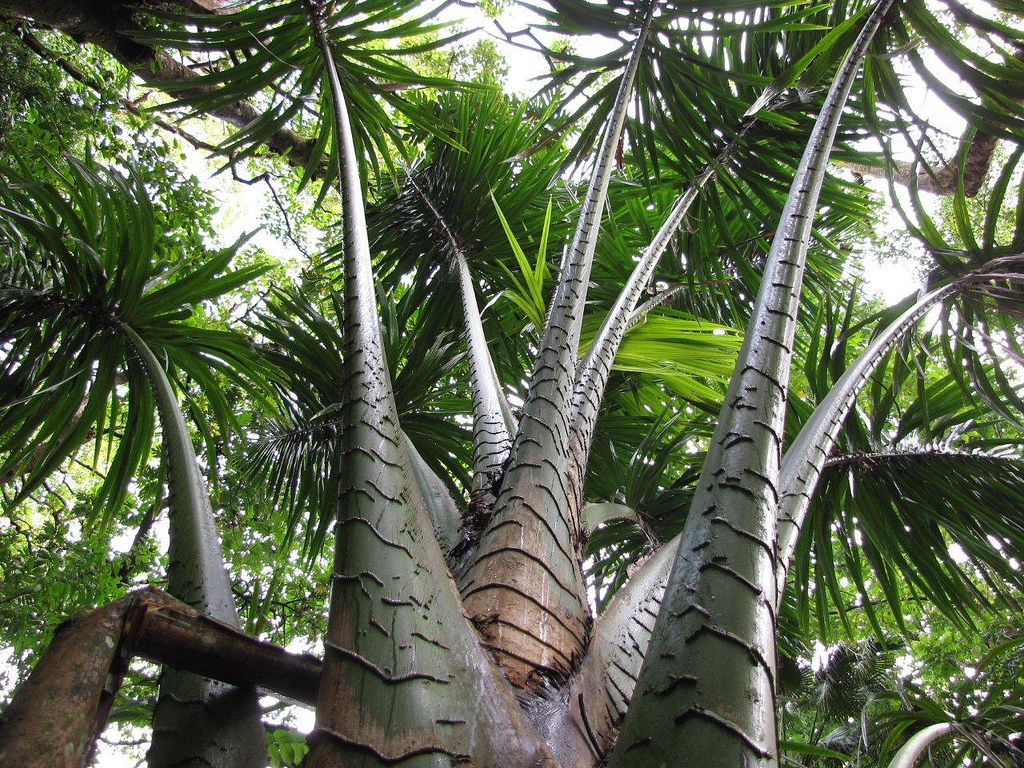
Kmen Metroxylon amicarum
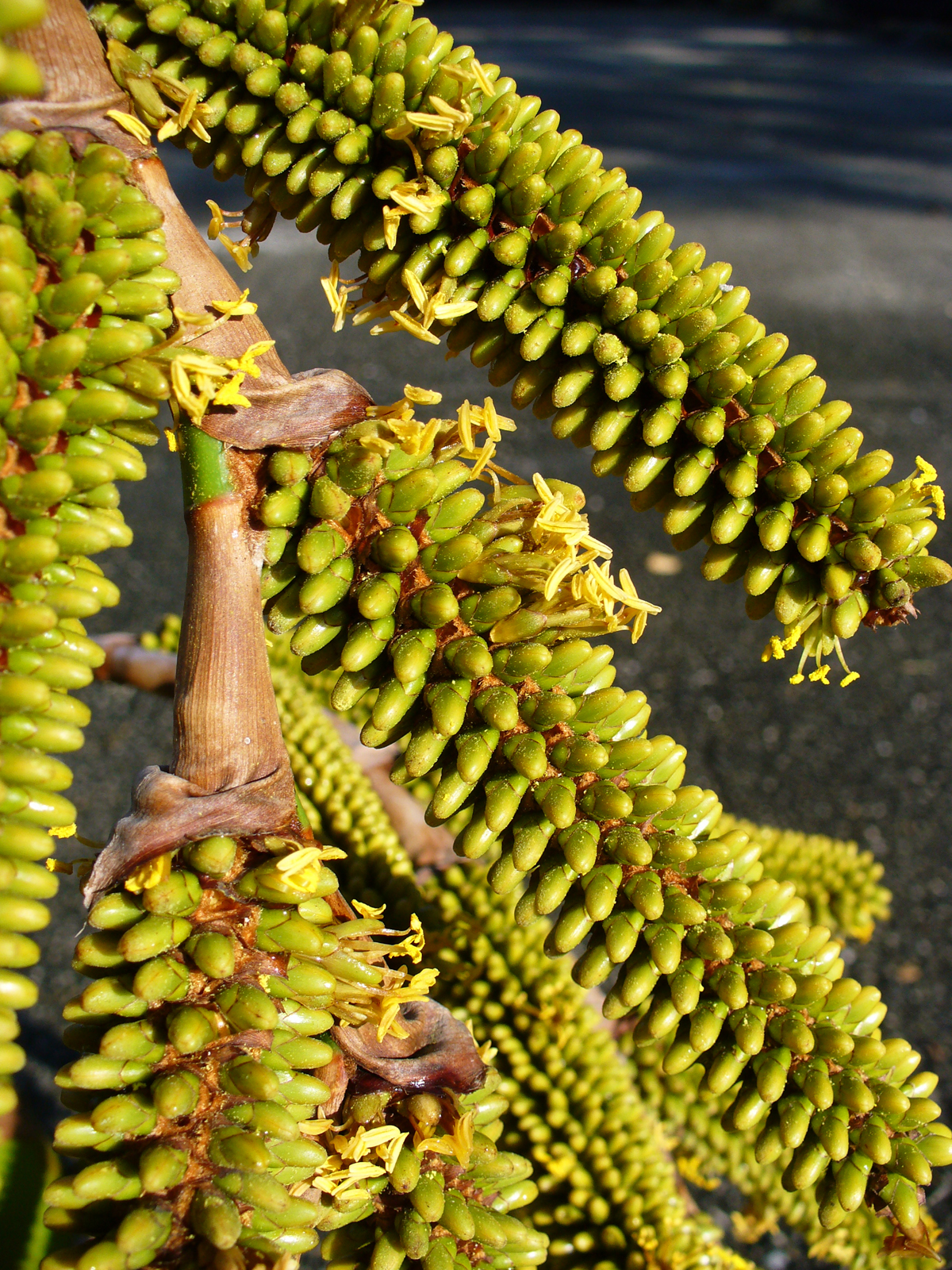
Květenství Metroxylon vitiense
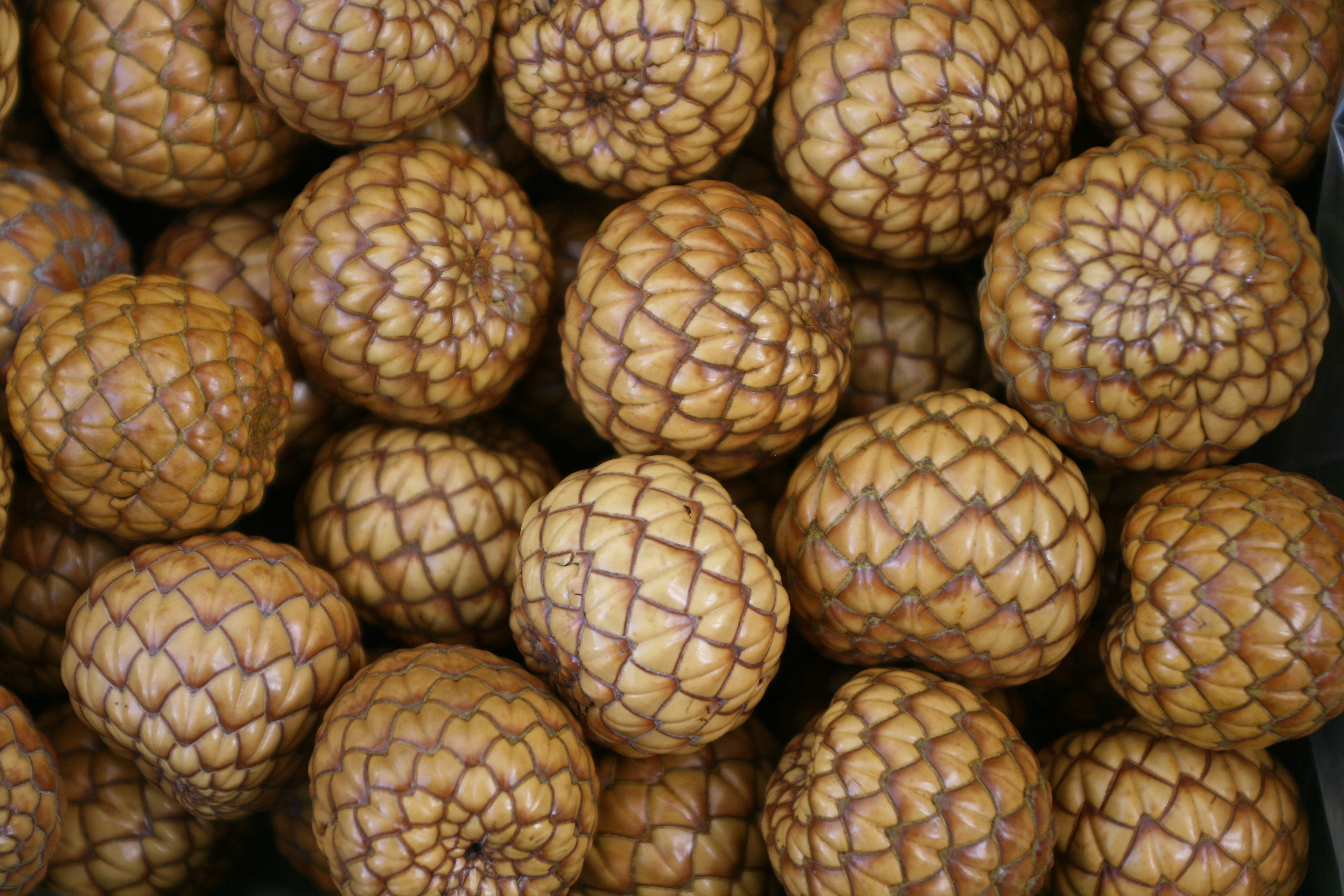
Plody ságovníku pravého

## Rozšíření
Rod ságovník zahrnuje 7 druhů. Původní areál rozšíření sahá od Nové Guiney po ostrovy Tichomoří (Samoa, Fidži, Šalomounovy ostrovy, Karolíny, Vanuatu). Ságovník pravý pochází z Nové Guiney a Moluckých ostrovů, vlivem pěstování je však rozšířen po celé jihovýchodní Asii a Tichomoří. Největší počet druhů roste na souostroví Samoa (3 druhy, z toho 2 endemické). Ságovníky nejčastěji rostou na bažinatých stanovištích v tropických nížinách, kde nezřídka tvoří velké kolonie.

## Taxonomie
Rod Metroxylon je v rámci taxonomie palem řazen do podčeledi Calamoideae, tribu Calameae a samostatného subtribu Metroxylinae. Nejblíže příbuznou skupinou je dle výsledků molekulárních studií subtribus Plectocomiinae, zahrnující asijské rody Myrialepis, Plectocomiopsis a Plectocomia.

## Zástupci

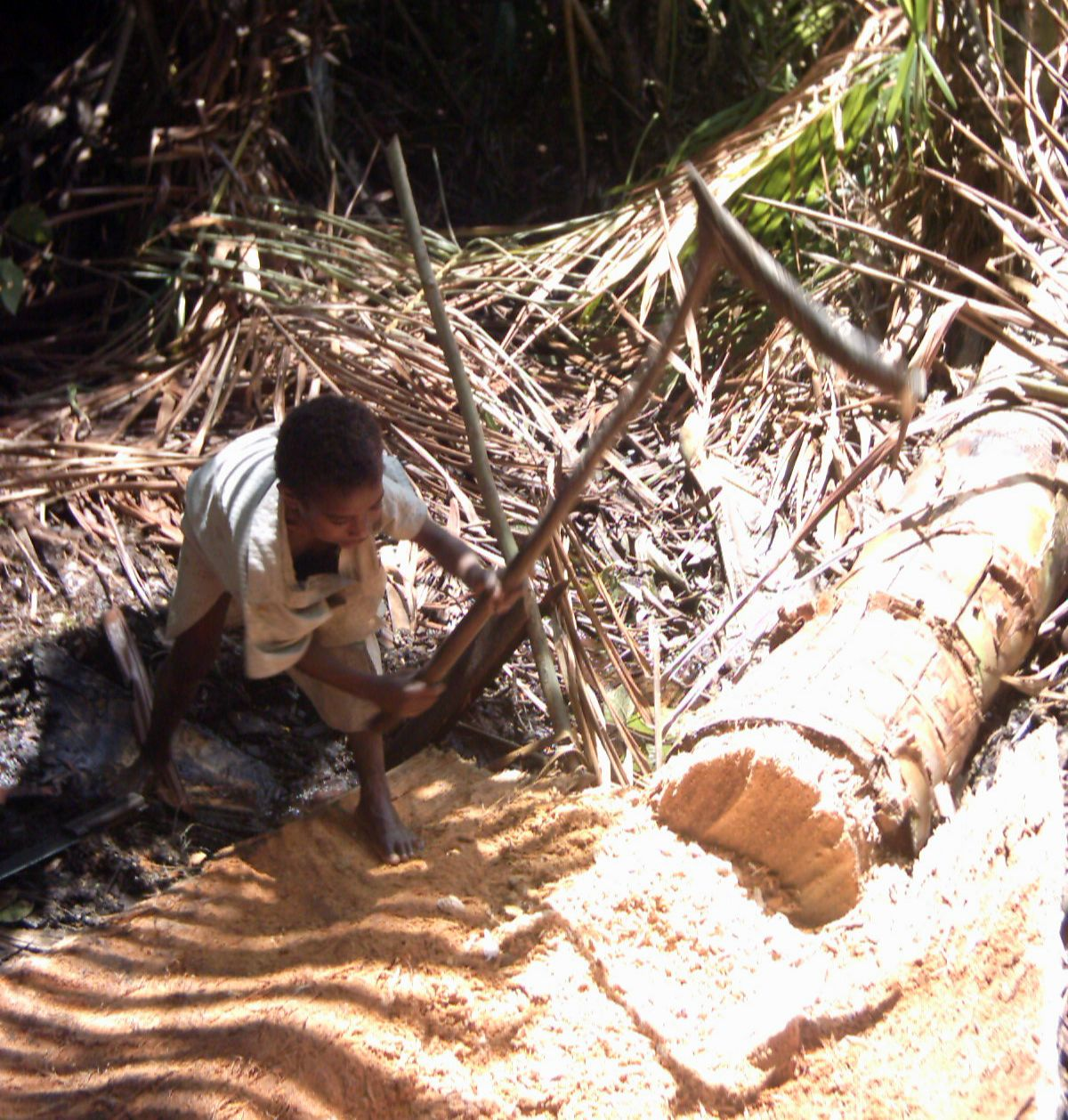
Získávání sága z kmene ságovníku pravého

- ságovník pravý (Metroxylon sagu)

## Význam
Z dřeně kmenů ságovníku pravého se získává ságo, z něhož se vyrábí škrob. V Tichomoří a na Nové Guineji náleží mezi významné hospodářské produkty. Z jednoho kmene lze získat až 400 kg škrobu. Semena některých druhů sloužila v minulosti jako náhrada slonoviny.
Kmeny se používají ke stavbě domů, listy slouží jako střešní krytina, ze štípaných řapíků se staví stěny. Druh M. warburgii je v Tichomoří k těmto účelům i pěstován.
Z poražených kmenů ságovníku pravého jsou získávány larvy nosatcovitých brouků Rhynchophorus ferrugineus a R. bilineatus, považované v Asii za pochoutku.

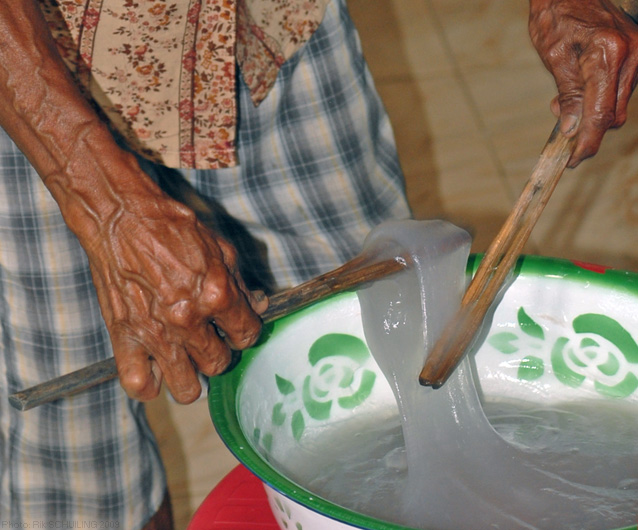
Škrob ze ságovníku
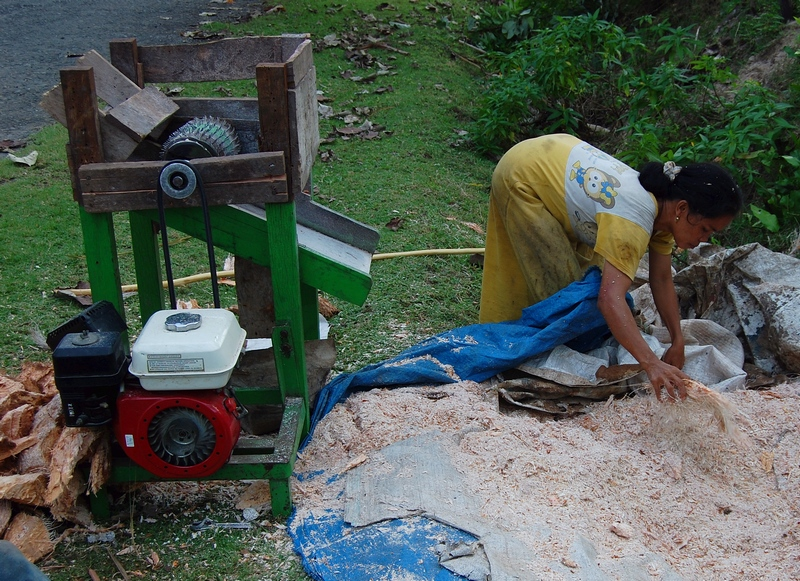
Výroba sága v Indonésii
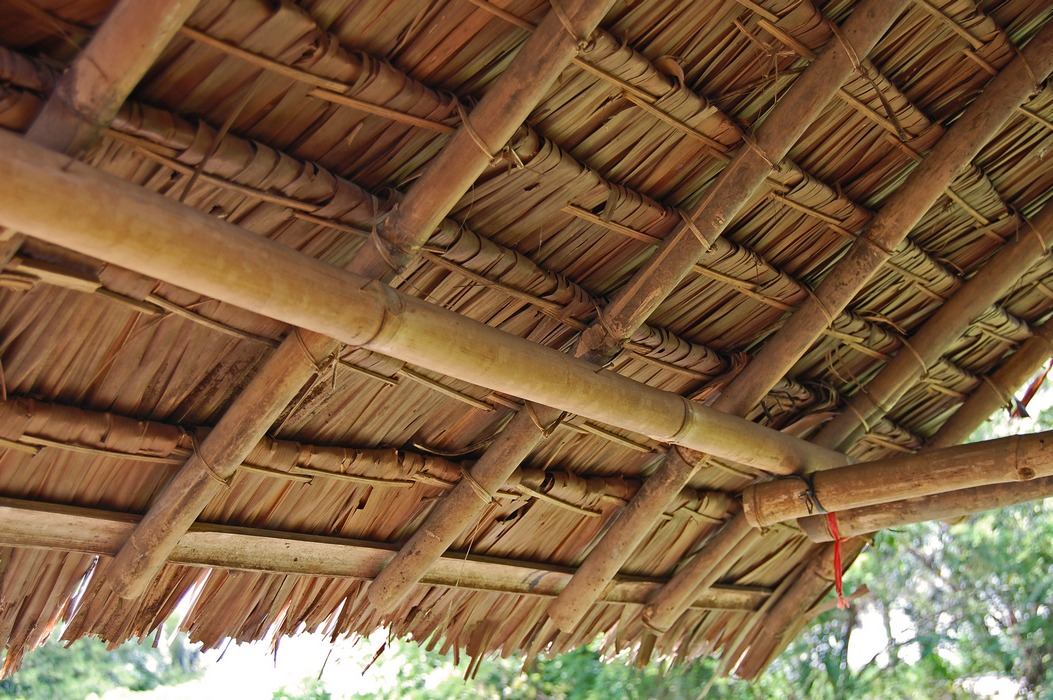
Střešní krytina z listů ságovníku pravého
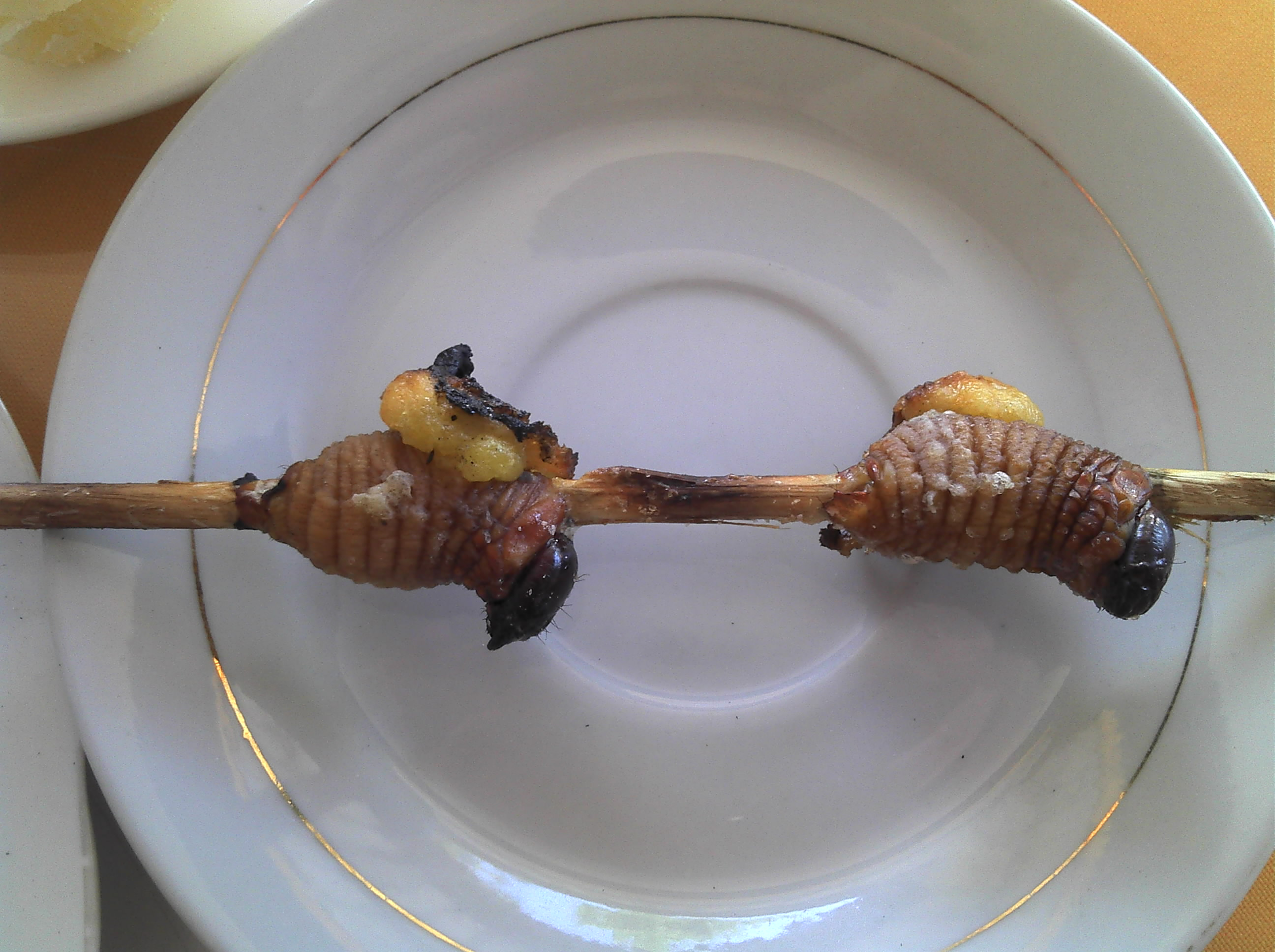
Grilované larvy nosatce Rhynchophorus ferrugineus